# Lago de Bienna
O Lago de Bienna - Biel em alemão - é um lago localizado na Suiça. Localiza-se a oeste do país juntamente com Lago Morat e o Lago Neuchâtel, é um dos três grandes lagos da Cordilheira de Jura. Encontra-se aproximadamente em 47° 5'N 7 ° 10'E, na fronteira linguística entre Alemão e Francês.

## Ver também

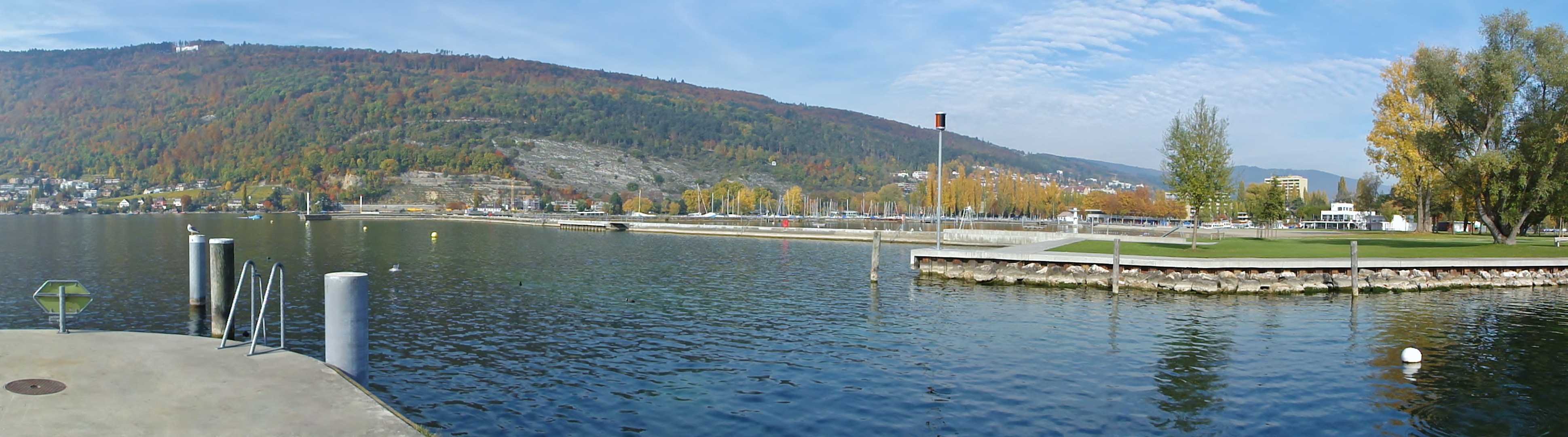
Lago de Bienna, vista a partir de Nidau